# Sapindus saponaria
L'albero del sapone o  saponaria (Sapindus saponaria L.) è un albero deciduo di piccole e medie dimensioni originario delle Americhe, appartenente alla famiglia delle Sapindaceae.

## Descrizione

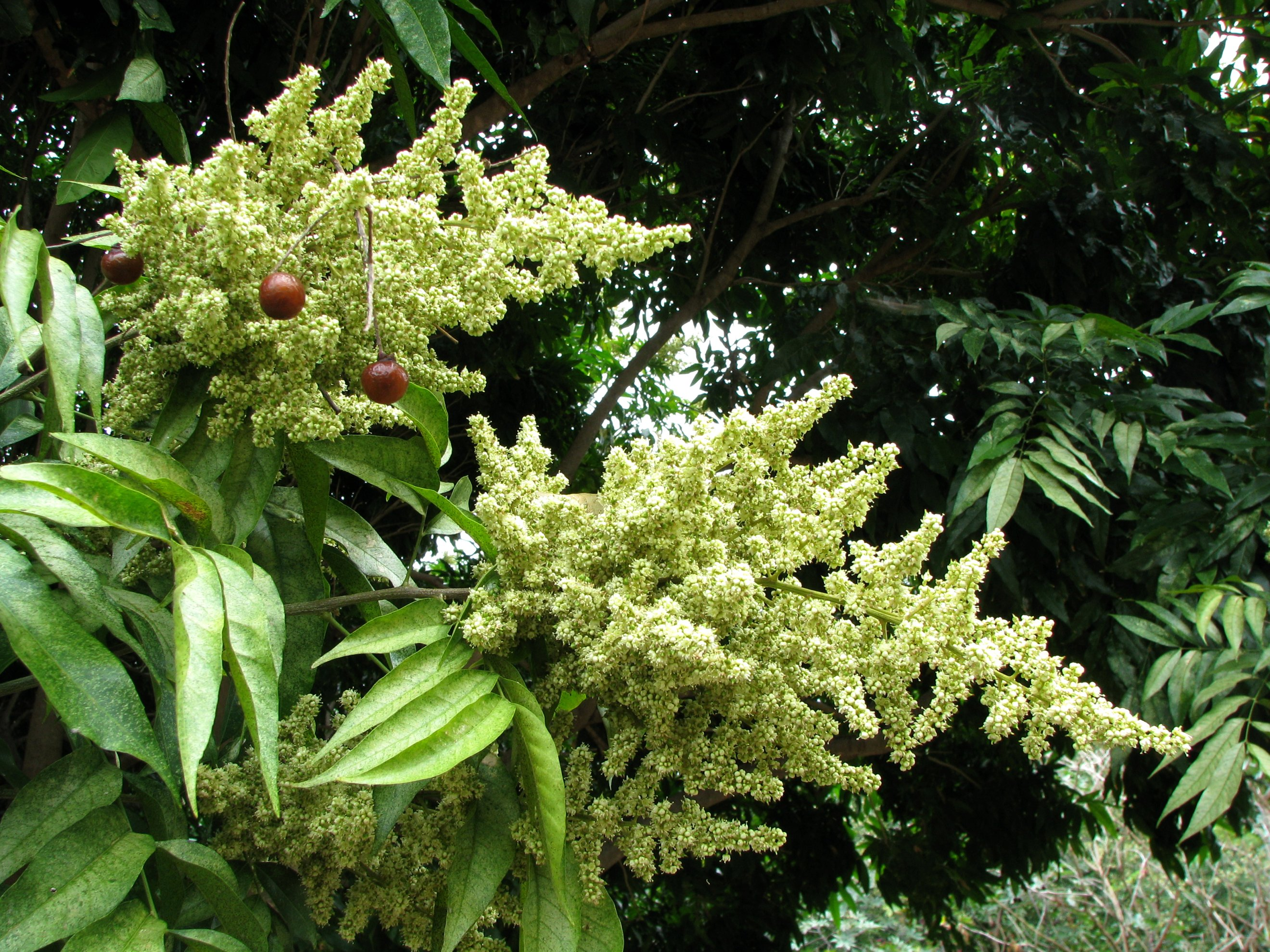
Infiorescenze e frutti di saponaria

La saponaria cresce spesso in cespugli o boschetti che raggiungono circa 6 m di altezza nella parte occidentale del suo areale. Gli alberi solitari possono crescere fino a 15 m di altezza. Nella parte occidentale del suo areale, cresce più spesso ai margini dei burroni delle praterie, ai margini dei boschi, ai margini dei campi o sui pendii rocciosi.
Le foglie della saponaria sono alterne, pennate, composte, spesse e coriacee ma decidue, lunghe tra 20 e 38 cm, e composte da 6 a 20 foglioline lanceolate strette con margini lisci, punte lunghe e affusolate e basi irregolari a forma di cuneo.
L'infiorescenza è costituita da dense pannocchie terminali di piccoli fiori bianchi lunghe 15–20 cm. La fioritura avviene tra maggio e giugno per le varietà. drummondii e a novembre per la varietà saponaria.
I frutti si presentano in grandi grappoli piramidali alle estremità dei rami. Ogni frutto di colore dorato ha un diametro di circa 3 cm, diventa traslucido e rugoso quando è completamente maturo e contiene un singolo seme nero di circa 9 mm di diametro. I frutti della var. drummondii maturano in ottobre e spesso rimangono sull'albero fino alla primavera, mentre quelli della var. saponaria maturano in primavera.
I ramoscelli della var. drummondii sono grigio-marroni e pelosi con peli corti color nocciola, mentre quelli della var. saponaria sono grigi e glabri. Le gemme della var. drummondii sono piccole, di colore marrone scuro e pelose, mentre quelle della var. saponaria sono piccole, marroni e glabre.

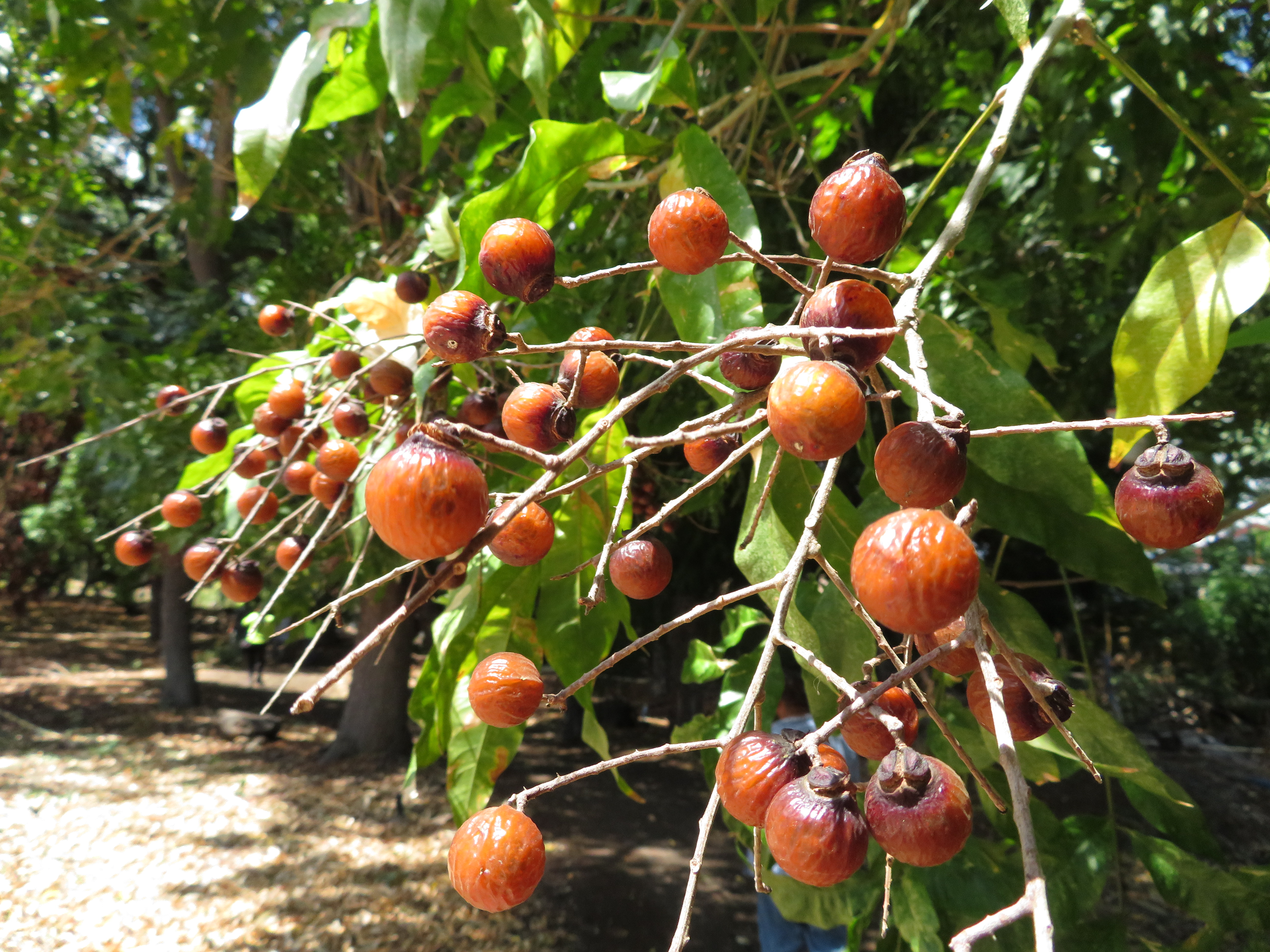
Frutti di saponaria

Il tronco della var. drummondii ha una corteccia grigio chiaro, squamosa, con sottili placche e talvolta leggermente solcata, mentre la var. saponaria ha una corteccia squamosa di colore dal grigio al rossastro.

## Distribuzione
La saponaria ha un areale nativo molto ampio in tutte le Americhe, dal Kansas (con popolazioni isolate note a nord come Montana, Colorado e Missouri) fino alla Florida e alle Indie Occidentali, e a sud fino al Paraguay. Sono note anche popolazioni di isole oceaniche isolate, tra cui l'isola Clarión, le isole Galápagos e le isole Hawaii.

## Usi e tossicità
I frutti possono contenere fino al 37% di saponina e, se macerati in acqua, producono una schiuma saponosa. Anticamente erano molto utilizzati in Messico e in altre regioni per lavare i vestiti.
Con i semi rotondi e scuri si realizzano bottoni e collane. Il legno si spacca facilmente e viene trasformato in cesti.
I frutti di Sapindus saponaria var. drummondii sono velenosi e possono causare eruzioni cutanee mentre il fogliame può anche essere tossico per il bestiame.